# Mihai Olos
Mihai Olos (n. 26 februarie 1940, Ariniș, Maramureș — d. 22 februarie 2015, Amoltern, Germania) a fost un artist plastic român contemporan, integrând în opera sa elemente de experiment (happening), desen, pictură, sculptură, artă digitală.

## Biografia

### Copilăria (1940–1953)
Al doilea fecior al familiei, Mihai Olos s-a născut în satul Ariniș (Ardihat), Maramureș, zona (sub) Codru, zonă cu puternice tradiții etno-folclorice. Tatăl său, Mihai, căruia i se spunea în sat Mihaiu Florii Vilii, era localnic din moși-strămoși, țăran și negustor de vite (tușer). Pe linie maternă, Mihai tatăl îl avusese de unchi pe George Pop de Băsești. Avea prieteni din toate părțile țării, care îl căutau și acasă, viitorul artist fiind de față la discuțiile lor. Pentru că a refuzat să intre cu pământul în gospodăria colectivă, i se confiscă pământul din hotar și i se interzice să facă negoț pe motiv de speculă. Mama sa, Ana – „artista familiei”, din neamul Borșa, familie țărănească de origine voevodală – se trăgea din Poiana Codrului (Iegheriștea tânără), zonă renumită pentru păduri și arta cioplitului, unde copilul Mihai va petrece multe veri.  De la mama sa și de la femeile cu care se întâlneau la șezătorile din sat viitorul artist s-a familiarizat, a deprins să înțeleagă și să aprecieze variatele forme ale artei populare. Copilăria fericită în cadrul familiei și a satului în care tradițiile strămoșești se păstraseră vii, este brusc curmată de moartea mamei în 1950.

### Studii (1953–1963)
Absolvind primele șapte clase la școala din Ariniș, în 1953 pleacă la Baia Mare, unde era deja elev fratele său mai mare, Vasile. Se înscrie la Liceul „Gheorghe Șincai” și neavând drept la bursă, se întreține singur din meditații, iar în vacanțe fiind curier la ziarul local și achizitor la tabăra de vară. După liceu, este  învățător suplinitor în Țara Oașului – zonă etnografică ce va lăsa o adâncă amprentă asupra sa. Acolo întâlnește intelectuali ascunși la marginea țării din pricina persecuțiilor politice. În 1959 pleacă la Cluj și se înscrie la Institutului pedagogic pentru învățători, ca apoi să se transfere la Institutul pedagogic de 3 ani, secția de pictură (absolvită în 1963), unde îl are profesor pe pictorul de artă monumentală Coriolan Munteanu. În perioada studenției, pe lângă marile personalități trăind în Cluj, ca Ion Agârbiceanu, Lucian Blaga etc., cunoaște numeroși tineri pictori sau poeți din generația sa, care îi vor fi prieteni mai apoi. La Institutul „Ion Andreescu” consultă albume de artă modernă și audiază conferințele ținute de critici de artă printre care și Petru Comarnescu, viitorul său susținător.

### Centrul artistic Baia Mare în anii șaizeci
După absolvirea institutului în 1963, devine profesor de desen la Școala Populară de Artă din Baia Mare, centru artistic cu veche tradiție, unde în conducerea filialei erau pe atunci sculptorul Geza Vida, pictorița impresionistă Ligia Agricola și graficianul Paul Erdös, care impun o orientare spre arta oficială, de propagandă a regimului. Alți membri ai centrului fiind mai vârstnicul Andrei Mikola, Iosif Balla, Alexandru Șainelic, Traian Hrișcă etc., alăturându-li-se absolvenții de la București Nicolae Apostol și Ilie Cămărășan în 1965. Pe parcurs, vor veni și alți absolvenți de la Cluj și București.

### Activitatea didactică, artistică și publicistică
Programul de după amiază la Școala Populară de Artă îi permite să lucreze în timpul liber. Pictează și desenează, dar neavând atelier, se implică mai mult în viața literară, frecventând cenaclurile din oraș și județ, scriind și publicând poezii și desene în ziarul local, în suplimentul lui literar, în antologii locale și revistele din țară. După căsătoria sa cu Ana, asistentă la Institutul pedagogic local, i se repartizează, în 1965, o locuință și unul din atelierele de la colonia pictorilor, având astfel posibilitatea să lucreze mai intens. Urmărind îndeaproape activitatea colegilor săi, publică interviuri, recenzii, glose de artă  și articole despre folclor. Va da și numeroase interviuri care vor apărea în diferite reviste din țară. Participă la expozițiile județene (la care expusese și ca student) și are primele sale expoziții personale la Baia Mare, Borșa, București (v. 2). Călătorește deseori la București unde are prieteni și cunoaște numeroși artiști plastici, printre care sculptorul Ion Vlasiu, pictorul  Constantin Dipșe, la fel și poeți importanți ca Ion Papuc, Gheorghe Pituț, Nichita Stănescu, Ion Horea. La expozițiile din capitală, este remarcat de Petru Comarnescu, devenit principalul său susținător, și de alți critici și istorici de artă români (Ion Frunzetti, Nicolae Argintescu-Amza, Olga Bușneag, Constantin Prut, Alexandra Titu etc., iar  mai târziu, Mihai Drișcu. V. bibliografia) . Cu ocazia Colocviului Brâncuși din 1967, prezentat de Petru Comarnescu, îi va cunoaște și pe cei mai importanți brâncușologi străini, între care Carlo Giulio Argan, Palma Buccarelli (reîntâlniți apoi la Roma) și pe Carola Giedeon Welcker, pe care o va vizita mai târziu acasă la ea în Elveția.

### Călătorii peste hotare (1965–1976)
Prima călătorie peste hotare a fost, după căsătoria sa, în Ungaria și Cehoslovacia, în februarie 1965. La Budapesta, pe lângă Muzeul de artă, vizitează atelierul pictorului Jenő Barcsay, autorul impresionantei „Anatomii artistice”, originar din satul Nima și pe care îl întâlnise la Baia Mare, adus de pictorul Veső Agoston, prieten cu acesta. La Bratislava are ocazia de a vedea prima expoziție cu lucrările unor mari artiști contemporani, pe care îi cunoștea din albume. La Praga, este impresionat de exponatele de la Muzeul etnografic Naprstek. Dar cea mai importantă călătorie pentru cariera sa, pentru care a obținut pașaportul cu ajutorul scriitoarei Monica Lazar și a intervenției acestei pe lângă Ion Brad, funcționar la Externe în acel moment,  a fost cea în Italia, din septembrie 1968 până în martie 1969. Are astfel ocazia de a vizita Bienala de la Veneția, unde expuneau cei mai importanți artiști contemporani din Europa și de peste Ocean, pe fondul unor proteste politice ale studențimii. Locuind la Academia di Romania din Roma, va pregăti prima sa expoziție personală din străinătate cu picturi pe pânză, lemn sau sticlă și sculpturi în lemn de mici dimensiuni. Deschisă la Galeria Felluca, la vernisaj fiind prezenți ambasadorul României, al Braziliei, artiști și critici, personalități din diaspora, dar și actori și regizori din lumea filmului, expoziția a avut un ecou favorabil în presa din capitala italiană. După întoarcerea acasă, datorită câștigării concursului pentru decorarea unui perete din holul nou construitului cinematograf „Dacia” din Baia Mare, artistul își va permite să-și plătească o excursie prin B.T.T. în Japonia, ocazionată de Expo Osaka, unde vede expuse și lucrări monumentale ale unor importanți artiști internaționali. Este și ocazia de a descoperi similitudini în folosirea lemnului cu arta populară de acasă. 
Va continua în această perioadă seria de happening-uri începute la mijlocul anilor șaizeci, probabil și sub influența artistului italian Piono Pascali, al căror tâlc ascuns a fost înțeles doar de puținii apropiați ai artistului. Cel mai de răsunet dintre acestea a fost cel de la mina Herja, „Aur și Grâu”, cu prezența minerilor în pauza dintre două șuturi. Modulul său realizat cu lingouri de aur - aduse cu aprobarea autorităților locale din tezaurul filialei Băncii naționale din Baia Mare - a fost așezat simbolic pe o masă așternută cu grâu. În subtext, happeningul trimitea  la munca deținuților politici de la mina din Baia Sprie. O demonstrație de land art a fost cea de la Cuhea, unde a fost săpat cu ajutorul unor prieteni negativul aceluiași modul, ca un omagiu adus tatălui său mort cu un an în urmă.
Această perioadă este și una de intensă documentare, din cărți și articole din revistele de artă la care are abonament sau îi sunt trimise din străinătate de d-na Helga Fessler din Germania sau de sculptorița Athena Tacha Spear din S.U.A., cu care se vor întâlni la Centenarul Brâncuși din București în 1976, și care îi va vizita expoziția de la Muzeul etnografic din Sighet.

### Întâlnirea cu Joseph Beuys, lectoratul la Giessen și alte călătorii (1976- 1980)

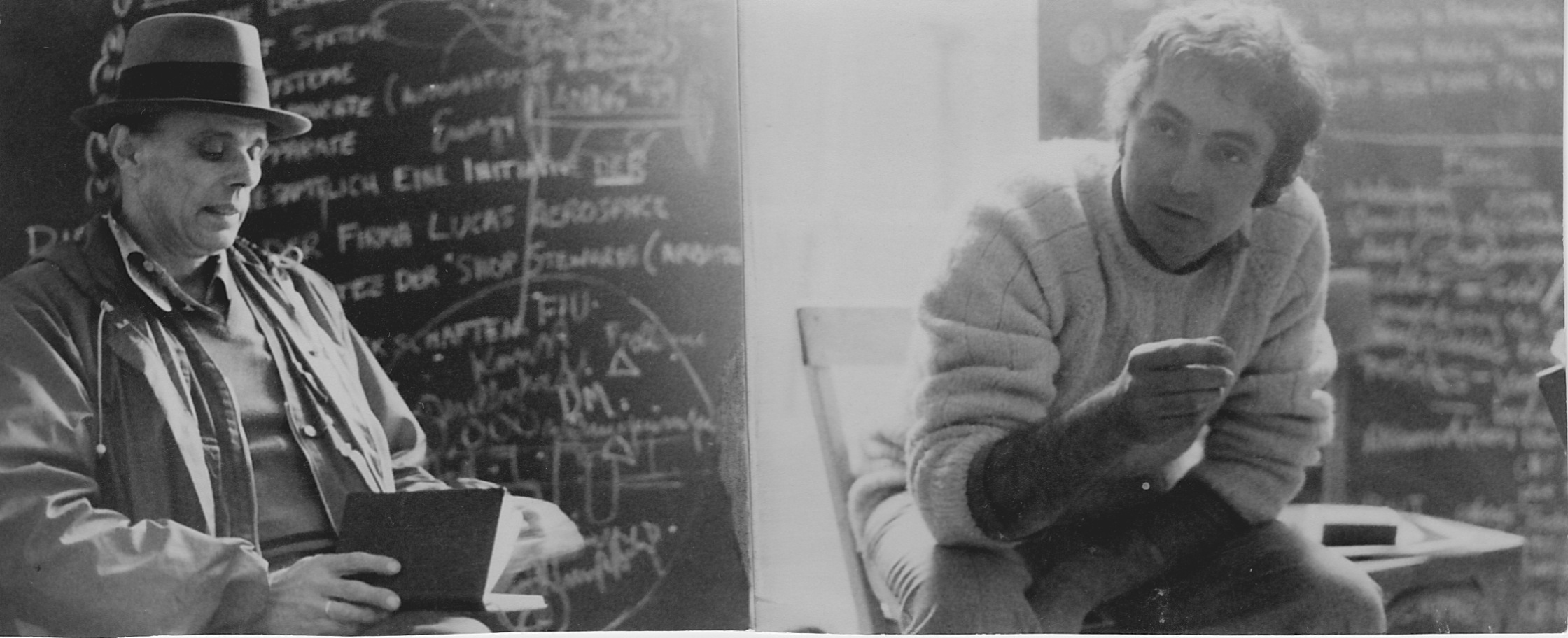
Mihai Olos și Joseph Beuys la Universitatea din Giessen

În 1973, cu ocazia unui colocviu organizat de Societatea „Eminescu” din Freiburg în mai multe orașe din România, printre care și Baia Mare, îi întâlnește pe Paul Miron, profesor de romanistică la universitatea din Freiburg, și pe asistenta acestuia Elsa Lűder. Pe studenta lor, Helga Fessler, o cunoscuse deja la București mai înainte. Aceștia îl vor ajuta să participe la expoziția Documenta 6 de la Kassel (1976), ocazie cu care va participa la unul dintre atelierele organizate de Joseph Beuys și își va prezenta și desena modulul pentru Orașul Universal pe una din tablele incluse mai apoi de artistul german la Bienala din Veneția. Datorită recomandării lui Joseph Beuys, va obține un Lehrauftrag la Universitatea din Giessen, unde va petrece șase luni, excelent prilej de a lucra în atelierele universității și să-și pregătească  primele expoziții din Germania (Wickstadt și Giessen), găsind noi prieteni și susținători. 
În timpul călătoriei sale la Paris, va cunoaște mari personalități din diaspora --   Mircea Eliade, Emil Cioran, soții Monica Lovinescu și Virgil Ierunca, filosoful Ștefan Lupașcu și alții - deși nu va reuși să-și deschidă o expoziție. Tot în acest timp face și alte călătorii, reușind cu mare greutate să obțină pașaport pentru a pleca din țară din doi în doi ani. Aceste călătorii sunt și o materializare a proiectul său „O statuie umblă prin Europa”, acțiune constând din instantanee fotografice cu modulul Orașului Universal în localități istorice sau alături de monumente importante din Franța, Spania, Portugalia, Italia, Danemarca, Grecia sau Turcia.

### Între Occident și Baia Mare în deceniul negru (1980-1990)

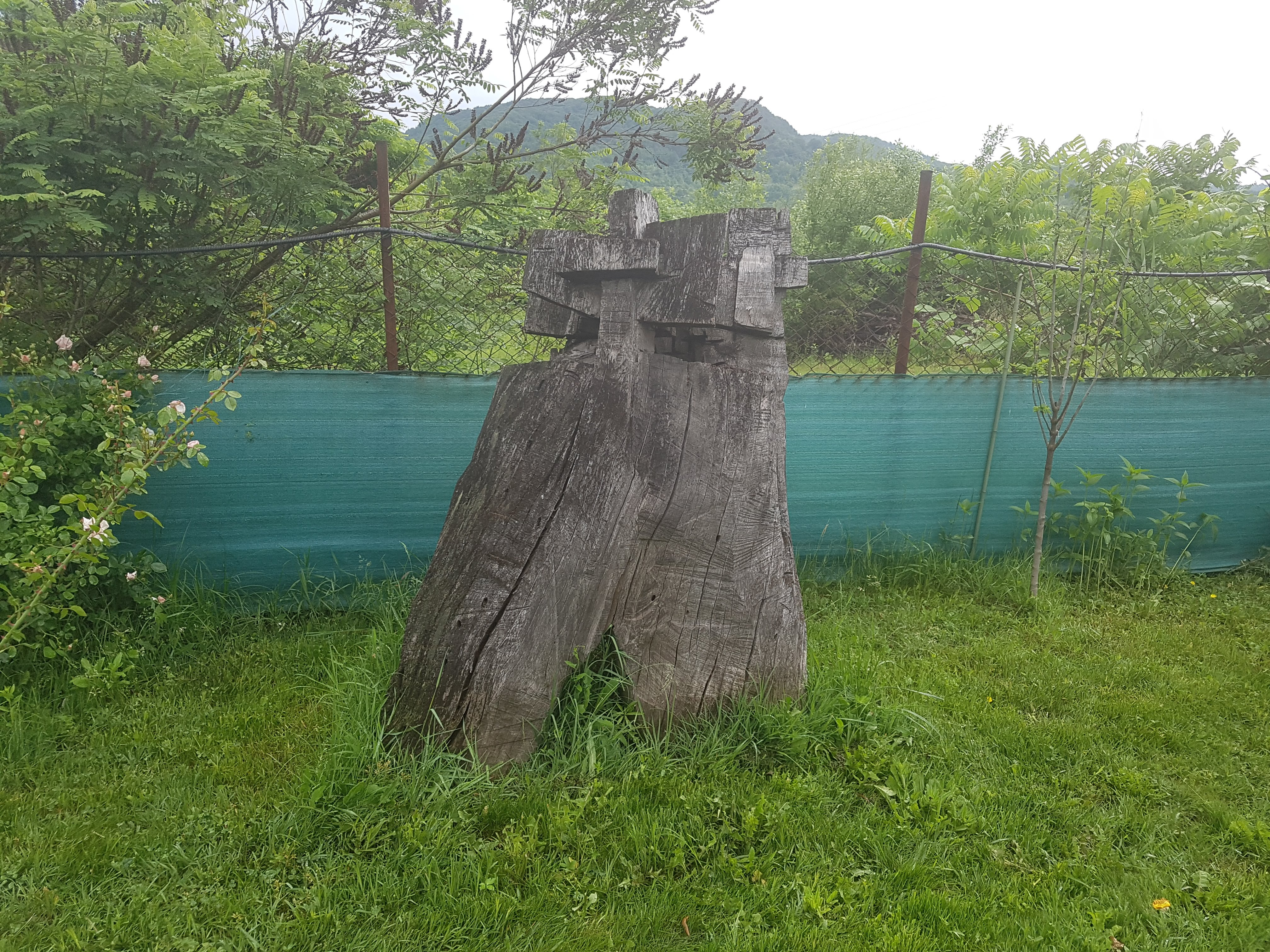
Sculptura in lemn de Mihai Olos

Remarcat în țară încă de la primele sale expoziții de critici importanți, inclus în cărți de referință precum Pictura românească în imagini de Marin Mihalache (1970),  Dicționarul artiștilor contemporani  contemporană a lui Octavian Barbosa (1975), iar apoi în Dicționarul de artă modernă a lui Constantin Prut (1982) și în 13 pictori contemporani  de Alexandra Titu (1983), călătoriile și contactele sale cu personalități din Occident și din țară au ca efect  supravegherea sa îndeaproape de către organele de securitate locale. Așa cum s-a văzut în secțiunile „Efemeristul” și „Oșanul” ale dosarului său de urmărire expus la expoziția retrospectivă de la Muzeul Național de Artă Contemporană (mai 2016 – noiembrie 2017), e înconjurat de informatori, corespondența sa e cenzurată, convorbirile telefonice înregistrate și transcrise. Pentru a i se minimaliza importanța și contracara influența, se încearcă discreditarea lui, de pildă într-un articol de Romulus Zaharia apărut în cotidianul local, privarea de mijloace de susținere a familiei care are de acum trei copii, prin  concedierea sa de la Muzeul Județean în 1984, ceea ce îl obligă să recurgă la realizarea obiecte artizanale (de ex. mărțișoare, ilustrate, cravate etc.) care să fie vândute la magazinul Fondului Plastic din localitate.
După călătoriilor sale în străinătate unde a avut ocazia de a vedea ce perspective au artiștii de valoare, situația sa de acasă i se pare din ce în ce mai lipsită de orizont. Schimbarea de perspectivă se vădește și în lucrările sale din seria de picturi intitulată „Mătrăguna”, pe o temă de magie folclorică, tratată și de Mircea Eliade (o parte expuse  în 1982, la Muzeul Literaturii Române), reflectând o viziune formală nouă, pe de o parte, sub influența expresionismului german, pe de altă parte oglindind propria criză artistică din care încearcă să se salveze prin creație. Nu e de mirare că Olga Bușneag și-a intitulat recenzia le expoziție „Infernul în iarbă”. 
Situația sa materială înrăutățindu-se recurge la realizarea unor lucrări ce nu necesită o investiție financiară. În 1984 participă la un simpozion de la fabrica „Faimar” din Baia Mare, realizând din ceramică variante bi-  și tridimensionale, de diferite mărimi, ale modulului său, dar și o serie de obiecte pictate, la și fel o lucrare decorativă de dimensiuni mai mari reprezentând structura Orașului Universal. Apoi, în urma articolelor sale despre modă, realizează o serie de rochii cu materiale pictate de el  și cusute la mașină de el însuși, respectând croiul costumelor populare. Prezentarea lor nu se bucură de niciun ecou local, astfel că se cumpără doar două sau trei rochii dintre cele predate la galeria de artă locală.
Desenatul cu tuș negru pe blocuri mici de hârtie devine o activitate permanentă, ceea ce va duce la realizarea unei ample expoziții, acoperind întregul spațiu al clădirii centrale din Colonia pictorilor: „desemnul continuu”.
Cu ocazia plecării în Germania din 1988, pregătește o expoziție cu picturi și sculpturi în lemn care va fi deschisă la Nijmegen, Olanda, cu primul catalog cuprinzător și tipărit în condiții excelente, cu prefață a directorului muzeului, Hans Van den Grinten. Astfel că în iarna lui 1989, nu este în țară în timpul evenimentelor din decembrie 1989.

### Stabilirea în Germania
La întoarcerea în țară după expoziția din Olanda, va încerca să se implice în politică, alăturându-se prietenilor săi ca susținător al reînviatului Partid Național Țărănesc Creștin și Democrat. Dar este dezamăgit și descurajat de evenimentele din țară. În urma unor tracasări locale, se decide să se stabilească în Germania. După divorțul în 1993 de prima soție, se va căsători cu d-na Helga Fessler. Nu renunță însă la cetățenia română și  își păstrează atelierul său de la Colonia pictorilor din Baia Mare, contribuind în continuare cu lucrări la expozițiile de artă  regionale. Participă la diferite expoziții din țările învecinate,  ca de pildă la Vác în Ungaria sau la Murska Sobota în Slovenia, unde este primit ca unul dintre cei mai reprezentativi artiști contemporani. Cu ocazia împlinirii vârstei de 70 de ani, i se organizează o expoziție aniversară la Baia Mare și o amplă expoziție la Muzeul Bruckental din Sibiu. Se stinge din viață la 22 februarie 2015 la reședința sa din Amoltern, satul Endigen, unde este și înhumat. Extensiva expoziția retrospectivă organizată de echipa de la MNAC din București  (mai 2016 – octombrie 2017) a fost primul prilej de a oferi o vedere de ansamblu asupra operei sale polimorfe și să-i asigure începutul unei recunoașteri ca un artist important nu doar în contextul artei plastice românești, ci și în galeria artei contemporane.

## Studii
- 1960 – 1963 Institutul de Arte Plastice Ion Andreescu din Cluj Napoca
- 1963 – 1968 Profesor de desen la Școala Populară de Artă din Baia Mare
- 1977 – 1978 Docent pentru sculptură și arhitectură în lemn la Institutul de Artă și Comunicație Vizuală al Universității Justus Liebig din Gießen, Germania

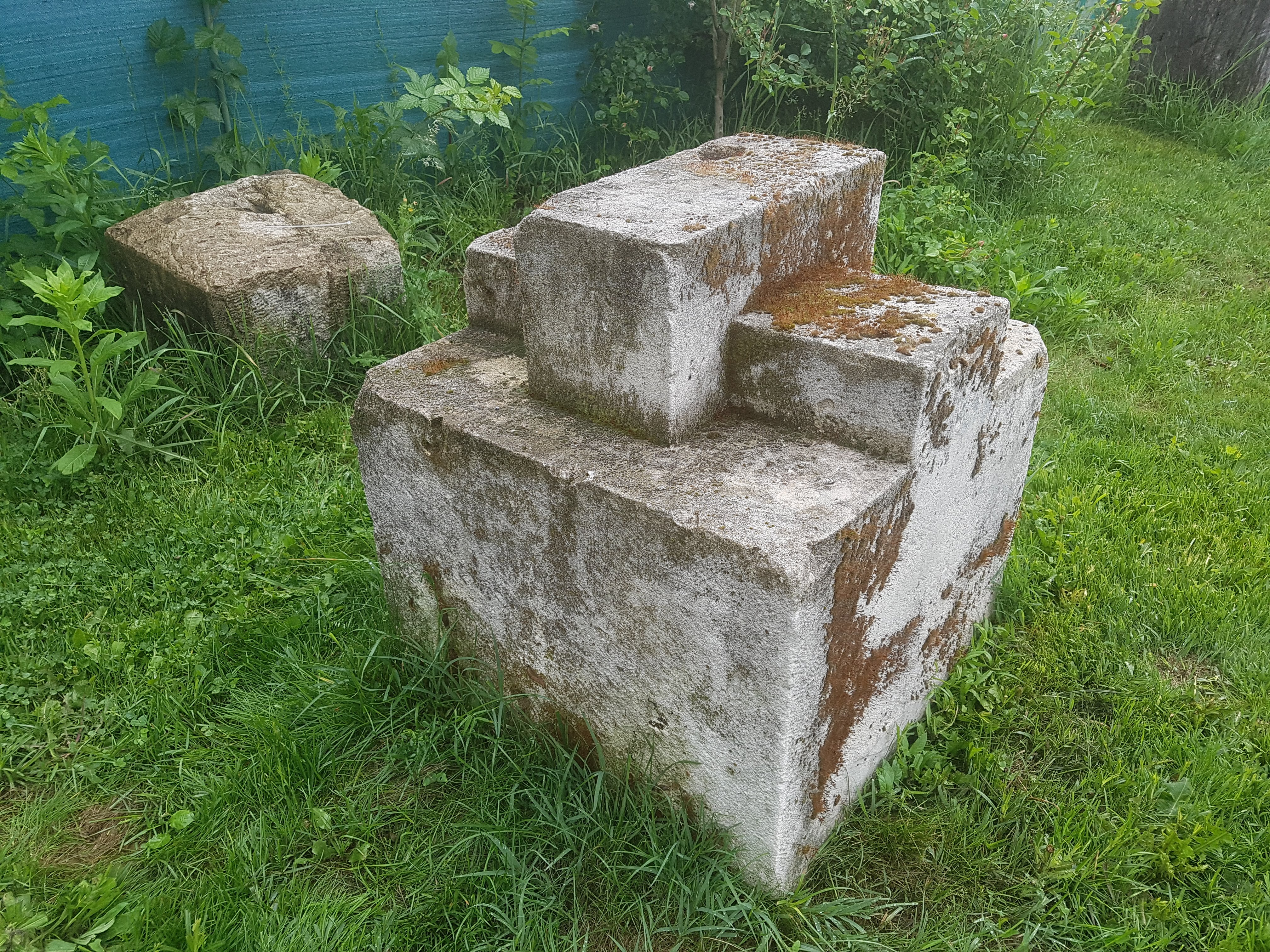
Sculptură în piatră de Mihai Olos

## Expoziții personale (selecție)
- 1965 Muzeul de Artă, Baia Mare
- 1966 Complexul turistic, Borșa
- 1967 Galeriile de Artă, Baia Mare
- 1968 Galeria Simeza, București
- 1969 Galleria La Feluca, Roma, Italia
- 1976 Muzeul Maramureșului, Sighetu Marmației
- 1977 Documenta Kassel în cadrul F.I.U. a lui Joseph Beuys, Germania
- 1978 Wickstadt, Germania
- 1980 Burgmannenhaus, Gießen, Germania
- 1984 „Mătrăguna“, Muzeul Literaturii Române, București, România
- 1987 „desemncontinuu“, Galeriile de Artă, Baia Mare, România
- 1988 Galeriile de Artă, Baia Mare, România
- 1989 Nijmeegs Museum Commanderie van Sint-Jan, Olanda
- 1993 Tragor Ignác Múzeum, Görög Templom, Vác, Ungaria
- 2000 „Retrospectivă“, Galeriile de Artă, Baia Mare, România
- 2002 „Olospolis“, Poiana Codrului, România
- 2010 Expozitie personala Mihai Olos 70 – Galeriile de Artă, Baia Mare, România
- 2010 Expozitie personala Mihai Olos - Curatori: Liviana Dan, Anca Mihuleț – Muzeul Național Brukental, Sibiu, România [4]
- 2016 Olospolis, Galeria Plan B, Berlin, Germania [5] [6]
- 2016 - 2017 Expozitia Efemeristul - Curator: Călin Dan, Asistent curator: Sandra Demetrescu- Muzeul Național de Artă Contemporană, București, România [7]
- 2018 Expoziția Mihai Olos din cadrul Sezonului cultural Româno - Francez la Centrul Național de Artă și Cultură Georges-Pompidou din Paris, Franța [8]

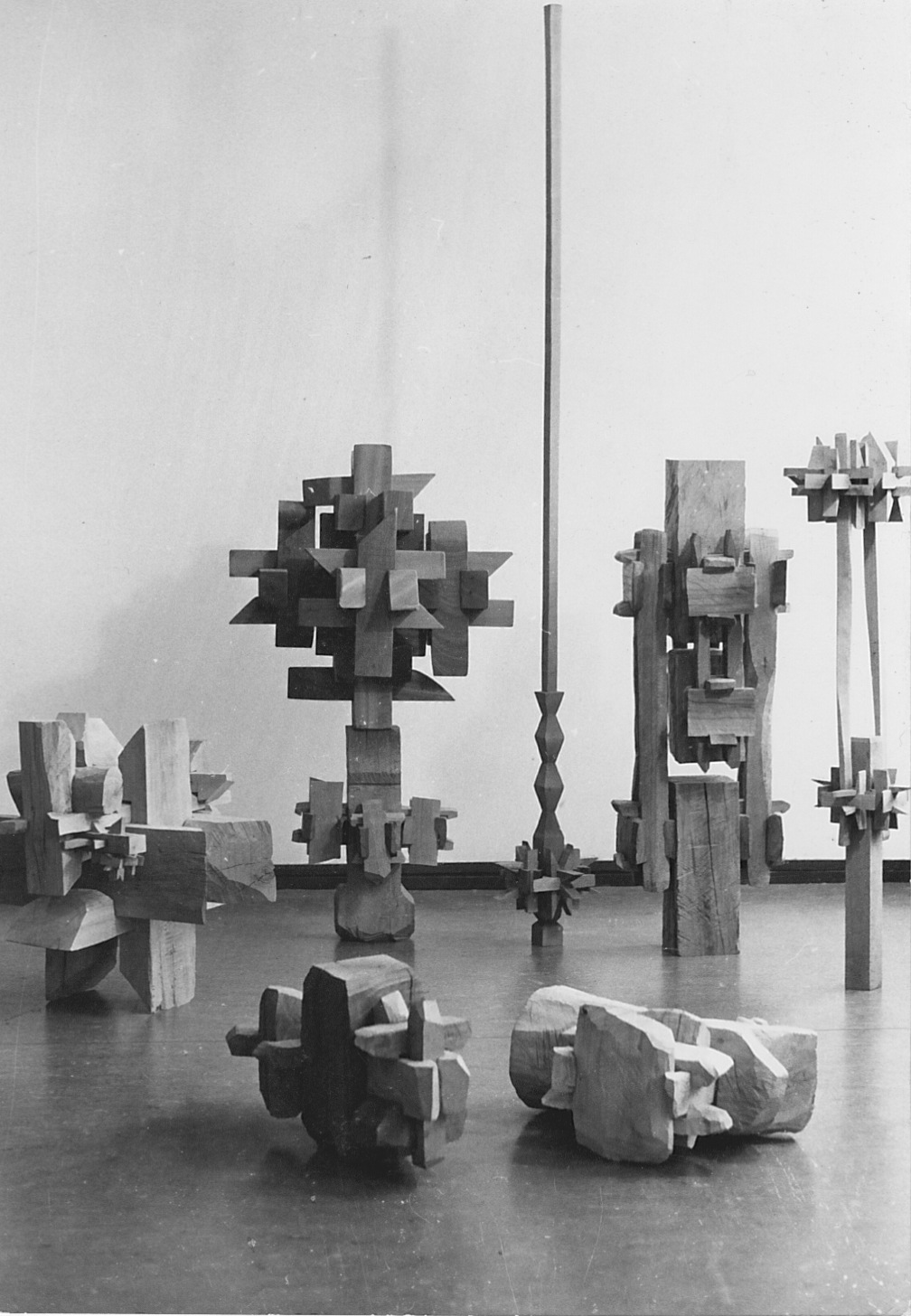
Mihai Olos expoziție de sculptură

## Participări la expoziții de grup (selecție)
- 1967 „13 tineri artiști“ cu prilejul colocviului „Constantin Brâncuși“, București, România
- 1968 Trienala din Milano, Italia – comisar Mihai Oroveanu
- din 1968 Participări la expoziții de artă românească în Ungaria, Cehoslovacia, Polonia, Uniunea Sovietică, Japonia, Italia, Statele Unite ale Americii, Canada, Australia
- 1973 „Tapiserie – Lemn“, Sala Dales, București, România – comisar Dan Hăulică
- 1974 „Arta și Orașul“, Galeria Nouă, București (expoziție personală în cadrul unei expoziții de grup, organizată pe structura lucrărilor lui Mihai Olos) – comisar Mihai Drișcu
- 1978 „Studio“, Galeria Bastion, Timișoara, România
- 1980 Bienala din Veneția, în pavilionul internațional o tablă de ardezie încadrată în instalația „Capitalul spațiu 1970 – 1977“ a lui Joseph Beuys, Austria
- 1983 „Locul – Faptă și Metaforă“, Muzeul Satului, București1993 „Tripodul de Aur“, Schaubühne, Berlin, Germania
- 1993 Künstlerhaus Schloß Wiepersdorf, Germania
- 1997 „Experiment în arta românească după 1960“, Teatrul Național, Galeriile, București, România
- 2001 Trienala Internațională de Sculptură Mică, Galerija Murska Sobota, Slovenia
- 2002, 2003 Conventul Pictural, Baia Mare, România
- 2009 Muzeul de Arta - expoziție cu lucrările artiștilor contemporani, Baia Mare, România
- 2010 Kesckemét, Ungaria
- 2011 Salonul de primăvara, Baia Mare, România
- 2011 Anuala artelor, Baia Mare, România
- 2012 Salonul de primăvara, Baia Mare, România
- 2012 Pictori băimăreni contemporani în colecțiile Muzeului Județean de Artă Centrul Artistic Baia Mare, Baia Mare, România
- 2012 Artistul si puterea, București [9]
- 2012 Anuala artelor, Baia Mare, România
- 2014 ViennaFair, Vienna, Austria
- 2014 Printre Rânduri, Galeria PlanB, Cluj Napoca, România [10] [11]
- 2015 Art Encounters - Basic Research: D’où venons-nous? Que sommes-nous? Où allons-nous? Curatori Nathalie Hoyos și Rainald Schumacher, Galeria Pygmalion, Timișoara [12]
- 2016 Art Basel, Basel, Elveția [13] [14]
- 2016 Frieze, Londra, Anglia [15]
- 2017 ARCOmadrid, Madrid, Spania [16] [17]
- 2017 The Armory Show, New York [18]
- 2018 Art Basel, Hong Kong, China [19] [20]
- 2018 FIAC, Paris, Franța [21]
- 2018 TRICOLOR, MARe – Muzeul de Arta Recenta, București, România [22]
- 2018 Art Safari, București, România [23] [24]
- 2019 Ex-East, past and recent stories of the Romanian Avant-Garde, Espace Niemeyer, Paris, Franța [25] [26]
- 2019 Art Basel, Basel, Elveția [27]
- 2019 Perspectives, BOZAR Centre for Contemporary Art, Bruxel, Belgia [28]
- 2019 Frieze, Londra, Anglia [29]
- 2020 "Folklore", Centre Pompidou-Metz, Metz, Franța [30]
- 2020 "Sensul Sculpturii", Timișoara, România [31]
- 2020 "Folklore", Museum of Civilizations of Europe and the Mediterranean, Marsilia, Franța [32]
- 2021 "When in Doubt, Go to a Museum", City Museum of Ljubljana, Slovenia [33]
- 2021 "Sensul Sculpturii", București, România [34] [35]
- 2021 "Infinite Beings", Berlin, Germany [36]

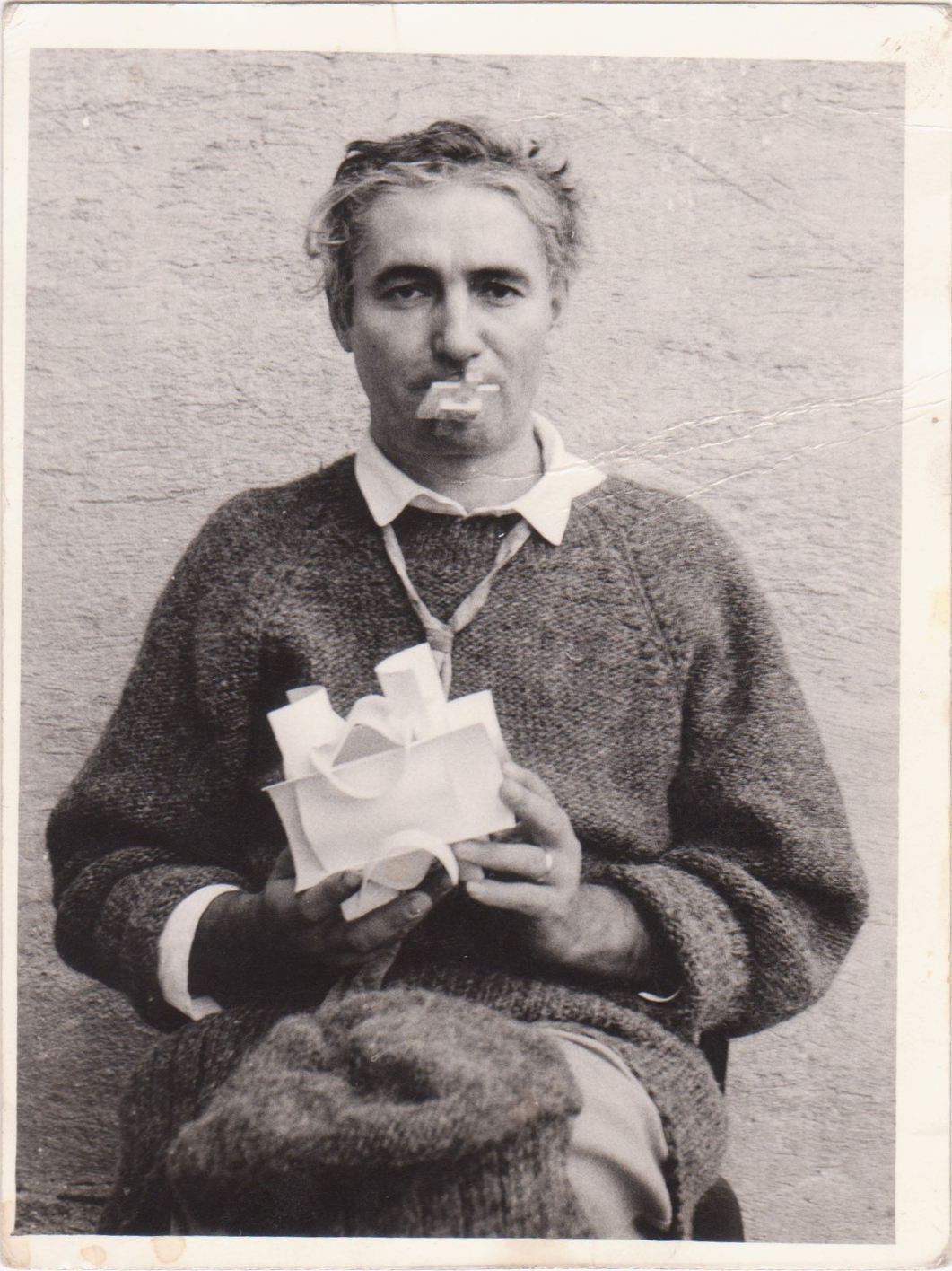
Mihai Olos - Happening

## Happenings – Performances
- „25“ Baia Mare, 24. 8. 1969
- „Aur – Grâu“ 14 noiembrie 1972, Mina Herja, Baia Mare
- „Pământ“ Mai 1973, Cuhea, Maramureș
- „Gând românesc pentru Germania și dedeochiul (Omagiu lui Rilke și lui Beuys)“, primăvara 1978, Gießen, Germania
- „Împotriva poluării“ Decembrie 1979, Baia Mare
- „Reîntâlnire cu Beuys“, iunie 1980, Düsseldorf, Germania
- „O statuie umblă prin Europa“:
  - 1974 Ronchamps, Franța
  - 1980 Sagrada Familia, Barcelona, Spania
  - 1981 Vezuviu, Venezia, Italia
  - 1982 iunie Capadochia, Gordion, Turcia
  - 1988 august Olimp, Meteora, Podul Arta, Acropole, Istmul din Corint, Grecia
- „Piatra cu rune de la Felling“ - Danemarca
- „Poetica“ 4 iulie 1992, Vác, Ungaria

## Premii
- 1970 Premiul Tineretului al Uniunii Artiștilor Plastici din România
- 1984 Premium Flacăra
- 1985 Primul Premiu – Simpozion de Ceramică, Baia Mare
- 1985 Medalia de Argint – Muzeul Fuji, Tokio
- 2010 Marele Premiu pentru Arte Plastice 2010 - UAP Baia Mare
- 2012 Diploma de excelență pentru întreaga activitate desfășurată în serviciul artei. Uniunea Artiștilor Plastici din România.

## Lucrări în colecții internaționale
- Muzeul de Artă din Cracovia, Polonia
- Muzeul Fuji din Tokyo, Japonia
- Muzeul Schloss Moyland, Germania
- Centrul Național de Artă și Cultură Georges-Pompidou din Paris, Franța
- Samdani Art Centre, Samdani Art Foundation, Bangladesh

## Lucrări în colecții private
Lucrările lui Mihai Olos se regăsesc în colecții private din: România, SUA, China, Germania, Italia, Grecia, Elveția.

## Aprecieri critice

### Prof. univ. dr. Alexandra Titu
| “ | Mihai Olos este unul dintre artiștii care au contribuit radical la înnoirile de atitudine și limbaj artistic în arta românească din a doua jumătate a secolului XX, influența programului său de explorare a mediului cultural zonal și a resurselor cosmopolite, continuând să amprenteze demersurile angajat inovatoare ale actualității. In aceeași măsură în care s-a integrat în cultura universală și a integrat cu naturalețe programele ei de vârf în cultura națională/zonală, el a și impus prezența artei românești, ca pe un aport original și major, universalismului în expansiune. Provenind dintr-o zonă cu tradiții solide și prezente folclorice nealterate, și cu exercițiul istoric al multiculturalității, Mihai Olos a pus în lumină afinitățile dintre manifestările și universurile formale ale culturii elitare mondiale, atât în direcțiiile sale ce conservă traseul modernist, rigid în respectarea proprietății diferențiatoare de gen/medium, cât și în postmodernism, cu apetitul său referențial, exploatarea depozitelor culturale identificatoare, stând la baza sincretismului comportamental, ce apelează la resorturi arhaice și actuale ale spectacolului, și, mai ales, redeschide și revalidează funcția determinantă a sensurilor – chiar ocultate de semnificații parazitare, deviante, sau pur ornamentale, condiția semnelor/sintagmelor complexe ale produsului artistic. În centrul spectaculoaselor sale creații,deschise mereu spre un fond arhaic viu și activ, ca sursă de sens și ca sursă a ideilor și soluțiilor plastice și temerarelor extensii și substituții de gen, ale artei neoavangardiste, Mihai Olos a adaptat jocurilor constructiv abstracte ale neoconstructivismului, un ingenios obiect artizanal al tradiției locale, de o desăvârșită ingeniozitate ludică, exploatându-l în variate versiuni artistice și funcționale, de la pictură și sculptură/obiect la proiect arhitectonic și urban. Dar, simultan, el a pus în act, fie ca principal actant, asumându-și condiția de semn complex, interpretând scenarii complexe ca narație condensată (ciclurile „O statuie umblă prin Europa”, „Omagiu lui Rilke”), fie regizând acțiuni cu grupuri de participanți, ca în acțiunea „Aur și grâu”, din mina Herja. Pe lângă componenta umană, integrată în scenarii cu deschideri mitice, rituale și politice, punând în evidență fără retorisme gratuite tocmai acel potențial de operare în actualitate (în orice punctuală actualitate a arhetipului. Ciclurile de sculpturi în care căutările acestor ratporturi ale interptretărilor formale dar și subliniat antropologice conferă densitate semantică reactivării unor tehnici tradiționale, acoperă ultimul deceniu al secolului XX, simultan cu creșterea interesului pentru poezia vizuală. Un moment important din cariera sa de mesager cultural al spațiului originar, și al culturrii românești îl constituie prezența sa în experimentul pedagogic condus la Giessen de Joseph Beuys, artist cu care a colaborat pe baza unor afinități culturale legate de libertatea de acțiune ce dublează discursul artistului profund angajat în definirea/redefinirea condiției artei ca proces și act de comunicare. În ultimii ani, în deceniul 10 al secolului XX, prezența sa la atelierele din Baia Mare a focalizat colegii asupra problemelor pe care artistul continuă să le aibă în vedere – acelea ale materialelor organice (tradiționale) în relație cu timpul. Mihai Olos aparține unei generații care a realizat practic, creind sub imperiul libertății, ceea ce astăzi numim rezistența prin cultură. Și chiar dacă politic, după două decenii distanță de vechea dictatură, această rectitudine etică, exprimată prin mijloacele libertății – uneori ludice – pare astăzi o problemă depășită, rezervată istoriei (ipoteză destul de discutabilă), demersul său interdisciplinar și alert în fața somațiilor grave ale dinamismului imprimat realității europene, și, implicit spațiului românesc, de coliziunea dintre două universalisme cu multe puncte comune dar cu vectori de evoluție disjuncți, și de tensiunea autohtonă rezultată de tentativa de enclavizare etnocentristă opusă celor două modele în conflict, a reușit să valideze, ca și cel al Anei Lupaș, al lui Horia Bernea sau George Apostu apartenența ireversibilă a artei românești la arta europeană a prezentului în mers, fără a părăsi resursele identificatoare, localizante cultural. În acest sens, Mihai Olos aparține zonei sale de naștere, centrului Baia Mare, Maramureșului, și deci orizontului românesc și, prin acest traseu legitimator, culturii acestei lumi globale mondiale, planetare. | ” |

### Prof. univ. dr. Constantin Prut
| “ | Olos Mihai (Ariniș, Maramureș, 1940). Pictor și sculptor român. A studiat la Facultatea de Arte Plastice a Institului Pedagogic din Cluj, sub îndrumarea lui Coriolan Munteanu. Expoziții de grup: Trienala de la Milano, 1968; Documenta din Kassel, 1977. La Documenta din 1977 a susținut, în cadrul Universității Libere conduse de Joseph Beuys, o serie de conferințe, demonstrații privind valorile plastice și simbolice ale artei populare maramureșene. Între 1977-1978, a predat la Institutul de Artă și Comunicație Vizuală al Universității Justus Liebig din Giessen. În picturile și sculpturile sale regăsim, trecute printr-un sever filtru analitic, elemente de cultură populară, îndeosebi cele ce conservă atitudinea creatorilor anonimi față de existență. „Ca și meșterii din popor - scria Petru Comarnescu - Mihai Olos creează nu numai cu gândul la el însuși, ci și la lumea căreia îi aparține și de aceea are sorți de a fi român și universal totodată, de a fi tradițional și modern, cu o notă foarte personală de artist-intelectual, de meșter-poet”. Unul dintre motivele care îl preocupă este „fusul cu zdrangăne” (zurgălăi) - un obiect din industria casnică țărănească, cu o ingenioasă împletire între funcțional și sculpturalitate. Din modulul acestei piese el dezvoltă construcții spațiale originale. În pictură, principiile constructiviste se concretizează în analiza motivelor care se desfășoară, prin repetiție, pe întreaga suprafață a tabloului, animată astfel de elemente optice. Personalitate complexă, de o rară mobilitate spirituală, Olos este și autor de poezie, inițiatorul unor happenings: Evenimentul Aur-Grâu - la minele Herja, în subteranul minelor, 1972; Pământul, Cuhea, 1973; Comunicația vizuală (Dedeochiul), Giessen, 1978; O statuie umblă prin Europa: I. Întâlnire cu Gaudi (Barcelona); II. Întâlnire cu Beuys (Düsseldorf), 1978. Este, de asemenea, autorul unei lucrări de artă monumentală cu program cinetic (120 m2), la Cinematograful „Dacia” din Baia Mare. | ” |